# Mosteiro de Santa Maria de Toloño

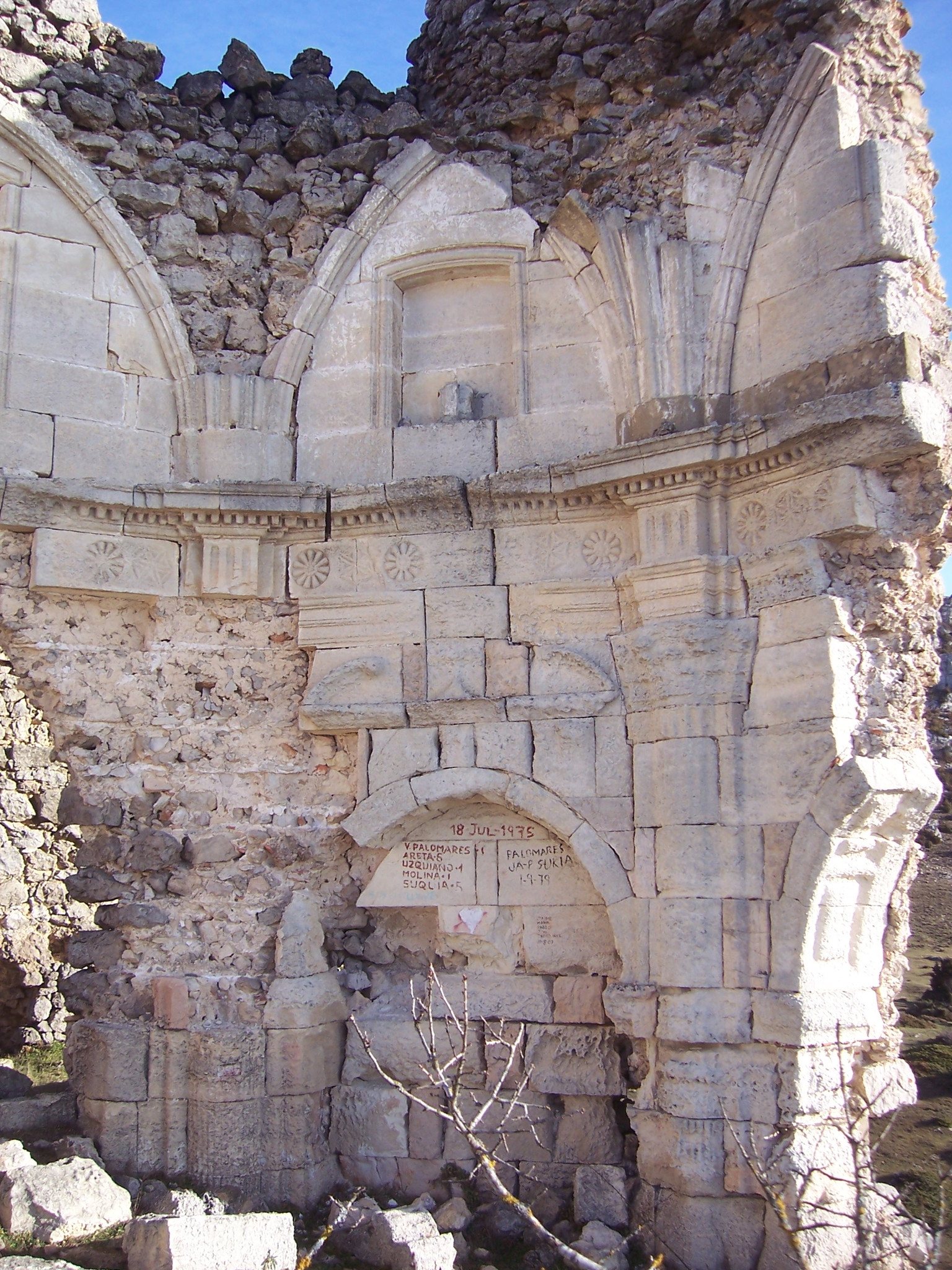
Capela do Mosteiro de Santa Maria de Toloño.

Santa Maria de Toloño, também conhecida como Nossa Senhora de los Ángeles, é um mosteiro espanhol em ruínas localizado na Serra de Toloño perto de Labastida, Álava . Construído pela Ordem de São Jerónimo, o mosteiro foi destruído na Primeira Guerra Carlista e apenas algumas paredes permanecem.

## Arquitectura e acessórios
O prédio foi bem construído, com igreja, camarim e sacristia . O seu retábulo era de pedra branca. Havia 22 quartos, cinco cozinhas, salas separadas para um capelão, dois eremitas e um criado, além de uma sala de reuniões para a Divisa.